# Alankrita Shrivastava
Alankrita Shrivastava (Nueva Delhi) es una guionista y directora de cine india. 

## Biografía
Shrivastava nació en Nueva Delhi, pero se mudó a Dehradun, Uttarakhand, donde asistió a la escuela de niñas Welham. Después de completar sus estudios, regresó a Delhi y se graduó en el Lady Shri Ram College. Estudió cine en el Centro de Investigación de Comunicación Masiva AJK en Jamia Millia Islamia.
Sus inicios laborales fueron como directora asociada de Prakash Jha. Fue su ayudante en películas como Gangaajal, Apaharan, Loknayak, Dil Dosti, Khoya Khoya Chand y Raajneeti. Después, escribió y dirigió su película debut Turning 30, que fue mal recibida por la crítica y el público.
Escribió el guion de Lipstick Under My Burkha (Pintalabios bajo mi burka) en 2012, se basó en la vida de cuatro mujeres que buscaban con ansias ser libres, libres de la religión, de las costumbres y de una vida atada a tradiciones; deciden liberarse y explorar su propia sexualidad sin remordimientos. Presentó el borrador para el laboratorio de guionistas en la National Film Development Corporation de India, donde fue asesorada por Urmi Juvekar. Estrenó Lipstick Under My Burkha en octubre de 2016 en el Festival Internacional de Cine de Tokio, también se proyectó en el Festival de Cine de Mumbai y en Norteamérica en el Festival Internacional de Cine de Miami en marzo de 2017.
A Lipstick Under My Burkha se le negó inicialmente su lanzamiento en India en enero de 2017, después de que la Junta Central de Certificación de Películas (CBFC) rechazara el permiso debido al contenido sexual y al lenguaje utilizado en la película. Shrivastavaa y su equipo apelaron la decisión ante el Tribunal de Apelación de Certificación de Cine (FCAT). Tras algunas modificaciones a la original, la organización FCAT ordenó al CBFC que emitiera un certificado A para la película.
Shrivastava habló de los cambios con Agence-France Presse, diciendo: "No me hubiera gustado ningún recorte, pero el FCAT ha sido muy justo y claro. Siento que podremos lanzar la película sin obstaculizar la narrativa o diluir su esencia ". La versión teatral de Lipstick Under My Burkha se estrenó en India el 21 de julio de 2017 con buena respuesta por parte de los críticos de cine y el público.

## Vida personal
Shrivastava actualmente vive y trabaja en Mumbai. En una entrevista con el Bangalore Mirror, mencionó que practica el budismo.

## Filmografía
| Año  | Película                            | Role                   | Comentarios              |
| ---- | ----------------------------------- | ---------------------- | ------------------------ |
| 2005 | Apaharan                            | Asistente de dirección |                          |
| 2007 | Dil Dosti Etc                       | Executive producer     |                          |
| 2007 | Khoya Khoya Chand                   | Executive producer     |                          |
| 2010 | Raajneeti                           | Associate director     |                          |
| 2011 | Turning 30                          | Directora, guionista   | Debut                    |
| 2017 | Lipstick Under My Burkha            | Directora, guionista   | Nominada: Filmfare Award |
| 2019 | Made in Heaven                      | Directora              | Web series               |
| 2020 | Dolly Kitty Aur Woh Chamakte Sitare | Directora, guionista   |                          |